# 弗里索伊爾鎮區 (密歇根州)
弗里索伊爾鎮區（英語：Free Soil Township）是位於美國密歇根州梅森縣的一個行政鎮區。

## 地方資料
弗里索伊爾鎮區的面積為101.16平方千米，當中陸地面積為100.08平方千米，而水域面積為1.08平方千米。根據2020年美國人口普查的數據，當地共有人口842人，而人口密度為每平方千米8.32人。